# Happy (singolo Alexia)
Happy è un singolo di Alexia, pubblicato nel 1999.

## La canzone
È il secondo singolo promozionale dell'album omonimo che è uscito nello stesso anno.
Il singolo viene promosso in giro per il World Tour dell'artista e partecipa a numerose manifestazioni musicali e programmi televisivi. Nuovamente al Festivalbar, Alexia canta anche questa volta due brani: Goodbye e appunto Happy, che viene anche scelto come sigla della manifestazione, oltre che colonna sonora pubblicitaria per la Telecom Italia e per la Vodafone italia.
Del brano è stata fatta una riedizione remixata pubblicata in molti paesi all'estero.
Happy è uno dei brani contenuti nella colonna sonora del film Notte prima degli esami - Oggi.
La canzone è stata usata anche su Canale 5 come stacchetto delle veline di Striscia la notizia.

## Il videoclip
Il videoclip del singolo racconta una storia d'amore, dove Alexia si innamora di un ragazzo che vive nel passato, esattamente negli anni '60, e si conclude con l'incontro tra i due, complice una macchina del tempo che catapulta la cantante indietro di una trentina d'anni. Tutto il video è ispirato negli abiti e nelle location dal famoso musical Grease.

## Tracce
1. Happy (Original Radio version)
2. Happy (Radio Mix version)

## Edizioni
- Gimme Love (Happy World Edition)

## Classifiche
| Classifica (1999) | Posizione massima |
| ----------------- | ----------------- |
| Italia            | 5                 |